# دهستان باریک‌رود جنوبی
دهستان باریک‌رود جنوبی یکی از دهستان‌های شهرستان فریدون‌کنار در استان مازندران ایران است. این دهستان در بخش مرکزی شهرستان فریدون‌کنار قرار دارد و براساس سرشماری مرکز آمار ایران در سال ۱۳۹۰، جمعیت آن ۴۷۰۸ نفر (در ۱۳۹۳ خانوار) بوده‌است.